# Ilmari Voudelin
Toivo Ilmari Voudelin (Voutelin) (21 de junho de 1896 — 14 de abril de 1946) foi um ciclista olímpico finlandês. Representou sua nação em dois eventos nos Jogos Olímpicos de Verão de 1924.